# Neobična priča o Benjaminu Buttonu (2008.)
Neobična priča o Benjaminu Buttonu (eng. The Curious Case of Benjamin Button) je drama Davida Finchera iz 2008. inspirirana istoimenom kratkom pričom F. Scotta Fitzgeralda. Scenarij potpisuju Eric Roth i Robin Swicord, a u glavnim ulogama pojavljuju se Brad Pitt i Cate Blanchett. Film je objavljen 25. prosinca 2008. u zajedničkoj distribuciji Paramount Picturesa i Warner Brosa. Nominiran je za 13 Oscara, uključujući najbolji film, najboljeg redatelja za Finchera, najboljeg glumca za Pitta i najbolju sporednu glumicu za Taraji P. Henson. Osvojio je tri nagrade: za najbolju scenografiju, šminku i vizualne efekte.

## Radnja
New Orleans, kolovoz 2005. Stara Daisy nalazi se na posmrtnoj postelji s kćeri Caroline u bolnici dok se približava uragan Katrina. Daisy pripovijeda priču o slijepom uraru Gauteauu koji je dobio narudžbu za sat koji će visjeti na željezničkom kolodvoru u New Orleansu. Nakon što je primio vijest o sinovoj pogibiji u Prvom svjetskom ratu, nastavlja raditi na satu, ali ga namjerno izradi tako da se kazaljke okreću unatrag, u nadi da će vratiti one koji su poginuli u ratu.
Daisy zamoli Caroline da joj čita dnevnik koji sadrži fotografije i razglednice koje je napisao Benjamin Button. Caroline počne čitati priču koja se nastavlja iz Benjaminove perpspektive.
11. studenog 1918., dok ljudi u New Orleansu slave završetak Prvog svjetskog rata, rađa se dječak koji izgleda i ima fizička obilježja kao 86-godišnjak. Dječakova majka umire ubrzo nakon porođaja, a njegov otac, Thomas Button, uzima dijete i ostavlja ga na stubištu staračkog doma. Queenie i Tizzy, par koji radi u domu, pronalaze dijete. Ona ga naziva Benjamin.
Benjamin se s vremenom počinje fizički pomlađivati. 1930., iako se još čini kako je u sedamdesetima, upoznaje mladu Daisy, čija baka živi u staračkom domu. Djeca se zajedno igraju i slušaju Daisynu baku koja im redovito čita.
Nekoliko godina poslije, Benjamin počne raditi na remorkeru na dokovima New Orleansa za Kapetana Mikea. U slobodno vrijeme, kapetan ga odvodi u bordele i barove. Po prvi put upoznaje Thomasa Buttona, koji ne otkriva kako je Benjaminov otac. Benjamin kasnije napušta New Orleans na remorkeru kako bi se u potpunosti posvetio pomorskom poslu.
U Rusiji, Benjamin upoznaje Britanku Elizabeth Abbott i zaljubi se u nju. Elizabeth je već udana, a muž joj je špijun britanske vlade, no ona se ipak upušta u aferu s Benjaminom. Jednog dana, 8. prosinca 1941., dan napada na Pearl Harbor, Elizabeth neočekivano ode i ostavi poruku: "Drago mi je što smo se upoznali."
Benjamin se nađe usred Drugog svjetskog rata nakon što brod Kapetana Mikea i ekipa bivaju pridruženi Mornarici SAD-a. Tijekom bitke, remorker naleti i potopi njemačku podmornicu u Atlantskom oceanu. Većina mornara na remorkeru, uključujući Kapetana Mikea, umire od posljedica ranjavanja. Pojavljuje se kolibrić, simbolizirajući duh Kapetana Mikea. Mike je prije toga govorio o čudesnim kolibrićima. Nakon toga, Benjamin počne gledati na smrt na drugačiji način, a ne kao u staračkom domu gdje mu se smrt činila prirodnijom.
Benjamin se 1945. vraća u New Orleans i ponovno se susreće s Thomasom Buttonom koji umire. Thomas otkriva Benjaminu da mu je on otac i ostavlja svu svoju imovinu Benjaminu, uključujući kuću i obiteljski posao.
Benjamin saznaje kako je Daisy postala uspješna plesačica u New Yorku. Nakon što Benjamin otputuje u New York kako bi se susreo s Daisy na izvedbi, shvati da je Daisy u vezi s plesačem. Daisy kasnije postaje žrtva prometne nesreće u Parizu koja joj prekida karijeru. Benjamin dobiva telegram s tom obaviješću od njenih prijatelja i odmah se zaputi u Pariz kako bi je pronašao. Daisyna prva rečenica nakon što ga je vidjela je "savršen si" - ciljajući na njegov mladenački izgled - ali odbije Benjamina, rekavši mu da se makne iz njezinog života. Daisy kasnije uspijeva prohodati nakon intenzivne fizikalne terapije.
1962., Daisy se vraća u New Orleans, ponovno se sastaje s Benjaminom i zaljubi se. Benjamin proda kuću koju je naslijedio od Thomasa Buttona i preseli se u stan s dva kata s Daisy, koja kasnije otvara plesni studio za djevojčice. Međutim, par muči problem Benjaminova pomlađivanja dok Daisy stari. Prolazi nekoliko godina, a Daisy rađa njihovu kćer, Caroline, nazvanu po Benjaminovoj majci. Benjamin, vjerujući kako ne može biti "pravi otac" zbog stalnog obrnutog starenja, odluči ostaviti Daisy s posjedom i ostavštinom nakon što je Caroline navršila godinu dana.
Čitajući sve to, Caroline shvati da je Benjamin njen pravi otac. Uzruja se zbog činjenice da je Daisy trebalo toliko dugo da joj to kaže, no otkrije kako joj je Benjamin slao razglednice za svaki rođendan govoreći što osjeća prema svojoj kćeri.
Benjamin postaje sve mlađi i putuje raznim zemljama diljem svijeta. 1980. se opet vraća - sada izgedajući kao 25-godišnjak - kako bi se sastao s Daisy u njenom plesnom studiju. U tom trenutku, Daisy je udana za udovca, a Caroline ima 12 godina. Daisy predstavlja Benjamina svojem mužu i kćeri kao dugogodišnjeg prijatelja. Daisy i Benjamin nakon toga se sastanu u Benjaminovu hotelu gdje podijele strast jedno prema drugom, shvativši na kraju kako je Daisy postala prestara za Benjamina. Benjamin odlazi i nastavlja se pomlađivati dok u pubertetu ne počne osjećati simptome slične senilnosti, jedva se prisjećajući svoje prošlosti. Daisy se preseljava u starački dom gdje je Benjamim odrastao i počne se brinuti za njega dok on postaje sve mlađi, sve više zbunjeniji 5-godišnjak sa sve žešćim temperamentom.
2002. uklanja se stari sat sa željezničkog kolodvora. Ubrzo nakon toga, u proljeće 2003., Benjamin kao beba umire u Daisynim rukama. U trenutku njegove smrti, Daisy ustvrdi kako mu je kroz oči vidjela da je se još sjeća. 2005., u bolničkoj sobi nestaje struje zbog nadolazećeg uragana Katrina, a Caroline odlazi dok Daisy umire, trenutak nakon što je poželjela vidjeti Benjamina i vidjela kolibrića na prozoru (simbol duhova nakon smrti). Začuju se gradske sirene za opasnost uz izvještaje kako su popustili nasipi i kadar starog sata koji se kreće unatrag u podrumu dok ga potapa nadolazeća voda.

## Glumci
- Brad Pitt kao odrasli Benjamin Button
- Spencer Daniels kao 12-godišnji Benjamin Button
- Cate Blanchett kao odrasla Daisy Fuller
- Elle Fanning kao 6-godišnja Daisy Fuller
- Madisen Beaty kao 11-godišnja Daisy Fuller
- Taraji P. Henson kao Queenie
- Julia Ormond kao Caroline
- Jason Flemyng kao Thomas Button
- Mahershalalhashbaz Ali kao Tizzy
- Jared Harris kao Kapetan Mike
- Elias Koteas kao Monsieur Gateau
- Ed Metzger kao Theodore Roosevelt
- Phyllis Somerville kao Baka Fuller
- Josh Stewart kao Pleasant Curtis
- Tilda Swinton kao Elizabeth Abbott

## Pretprodukcija
Još u ljeto 1994. šefu Filmskog ureda Marylanda Jacku Gerbesu ponuđena je filmska adaptacija kratke priče F. Scotta Fitzgeralda iz 1921. "Neobična priča o Benjaminu Buttonu", koja se odvija u Baltimoreu. U listopadu 1998., scenarist Robin Swicord napisao je za redatelja Rona Howarda adaptirani scenarij kratke priče, za projekt u kojem je trebao nastupiti John Travolta. U svibnju 2000., Paramount Pictures je angažirao Jima Taylora da adaptira scenarij prema kratkoj priči. Režiju je trebao preuzeti Spike Jonze. Scenarist Charlie Kaufman također je napisao svoju verziju scenarija. U lipnju 2003., redatelj Gary Ross je ušao u posljednju fazu pregovora za preuzimanje projekta prema scenariju Erica Rotha. U svibnju 2004., Warner Bros. Pictures i Paramount Pictures udružili su se kako bi sufinancirali projekt, s tim da bi Paramount preuzeo film na inozemnim područjima, a Warner Bros. domaće tržište. Istog mjeseca, redatelj David Fincher je pristupio pregovorima za redateljsku palicu. U svibnju 2005. su započeli pregovori s glumcima Bradom Pittom i Cate Blanchett o ulogama Benjamina Buttona i Daisy. U srpnju 2005. Fincher se sa studijima dogovorio kako će režirati Benjamina Buttona i Zodiac jedan iza drugog, s tim da bi prva produkcija bio Zodiac. Za lokaciju snimanja Benjamina Buttona izabran je New Orleans u Louisiani i okolica kako bi se iskoristile državne olakšice, a snimanje je zakazano za listopad 2006.
U rujnu 2006. počeli su pregovori s Tildom Swinton, Jasonom Flemyngom i Taraji P. Henson. Sljedećeg listopada, s početkom produkcije, glumačkoj ekipi se pridružila Julia Ormond kao Daisyna kćer, kojoj Blanchettin lik pripovijeda priču o svojoj ljubavnoj vezi s Benjaminom Buttonom.

## Produkcija
Snimanje Benjamina Buttona počelo je 6. studenog 2006. u New Orleansu. Sljedećeg prosinca angažiran je glumac Ed Metzger koji je utjelovio predsjednika Theodorea Roosevelta. U siječnju 2007. snimanju se pridružila Blanchett. Fincher je hvalio lakoću pristupa ruralnim i urbanim setovima u New Orleansu te rekao kako je oporavak od Katrine nije bio problem u produkciji. U ožujku 2007., snimanje se preselilo u Los Angeles na još dva mjeseca. Glavno snimanje trebalo je po planu trajati ukupno 150 dana. Dodatno vrijeme bilo je neophodno za post-produkciju kako bi se kreirali vizualni efekti za preobrazbu lika Brada Pitta do dobi dojenčeta. Produkcija je okončana u rujnu 2007. Filmski rekviziti donirani su žrtvama uragana Katrina u 9. okrugu New Orleansa.

## Glazba
Glazbu za Neobičnu priču o Benjaminu Buttonu skladao je francuski skladatelj Alexandre Desplat, koji je snimio svoj aranžman s 87 članova Hollywoodske studijske simfonije. U prvom foršpanu filma čuo se stavak "Aquarium" Camillea Saint-Saënsa iz Karnevala životinja. Zbor koji pjeva u foršpanu je Libera, grupa dječaka iz Južnog Londona. Inozemni foršpan sadrži pjesmu "A Moment of Greatness" Immediate Musica. Jedan od televizijskih spotova uključuje pjesmu "My Body is A Cage" Arcade Firea. U filmu se pojavljuju i neke pjesme koje su se pojavile u filmu Tko je ovdje lud?, uključujući "Didn't Leave Nobody But the Baby" i "I'll Fly Away". Klavirska skladba koju uči Benjamin i reprizira na kraju filma je Bethena: A Concert Waltz Scotta Joplina.

## Kino distribucija
Premijera Neobične priče o Benjaminu Buttonu zakazana je za svibanj 2008., ali je odgođena za 26. studenog 2008. Datum premijere ponovno je odgođen za 25. prosinca 2008. u SAD-u, 16. siječnja 2009. u Meksiku, 6. veljače 2009. u Ujedinjenom Kraljevstvu i 6. ožujka 2009. u Južnoj Africi.

### Kritike
Film je pobrao uglavnom pozitivne kritike. Prema podacima od 24. siječnja 2009. na Rotten Tomatoesu, 72 posto kritičara od njih 169 se izjasnilo pozitivno o filmu. Prema Metacriticu, film prosječno ocijenjen sa 70/100 na temelju 36 recenzija.
Todd McCarthy iz Varietyja pozitivno je ocijenio film, nazvavši ga "više nego zadovoljavajućim obrokom hollywoodskog pripovijedanja". Peter Howell iz The Toronto Stara kaže: "Rečeno je kako nepregledan život nije vrijedan življenja. Neobična priča o Benjaminu Buttonu sugerira dodatak: život naopačke može biti daleko ispunjeniji..." i opisuje film kao "magičnu i dirljivu priču o čovjeku koji punim plućima živi život unatrag". Kirk Honeycutt iz The Hollywood Reportera smatrao je kako je film "odlično snimljen i odigran od strane Brada Pitta u njegovoj najimpresivnijoj izvedbi do danas." Honeycutt je hvalio Fincherovu režiju filma i naglasio kako "fotografija izvanredno spaja paletu zemljanih boja s neophodnim kompjuterski generiranim slikama i drugim vizualnim efektima koji se spajaju u jedno u magičnoj prošlosti." Honeycutt kaže kako je ključna misao o Benjaminu Buttonu ta da je "intimni spektakl o ljubavi i gubitku koji je čisti filmski doživljaj."
Joe Morgenstern iz The Wall Street Journala bio je oduševljen filmom te rekao "Benjamin Button je u potpunosti vizionarsko djelo." Rex Reed iz The New York Observera opisuje Neobičnu priču o Benjaminu Buttonu kao monumentalno postignuće - ne samo jedan od najboljih filmova godine, nego jedan od najboljih filmova ikad snimljenih". Dodaje kako je "briljantno režiran i odglumljen, raskošno snimljen i beskrajno fascinantan."
A.O. Scott iz The New York Timesa je izjavio: "Neobična priča o Benjaminu Buttonu, više od dva i pol sata dug, uzdiše žudnjom i kipti intrigom dok istražuje filozofske zagonetke i emocionalne paradokse stanja svojih protagonista u duhu koji više duguje Jorgeu Luisu Borgesu nego Fitzgeraldu." Scott je pohvalio redatelja Davida Finchera i napisao "Gradeći na prednostima pionira kao što su Steven Spielberg, Peter Jackson i Robert Zemeckis... g. Fincher je digitalnom snimanju dodao dimenziju delikatnosti i ljupkosti." Scott dodaje: "Iako stoji na ramenima prekretnica kao što su Specijalni izvještaj, Gospodar prstenova i Forrest Gump, Benjamin Button bi mogao biti najblistaviji hibrid do sada, baš zato što je najprofinjeniji."
S druge strane, Anne Hornaday iz The Washington Posta kaže: "Ne može se pobiti velika ambicija i tehnička odvažnost Neobične priče o Benjaminu Buttonu. Manje je jasno je li to sve čime zaslužuje svoj napuhani osjećaj samovažnosti..." te dodaje "Previše igra na sigurno kad bi trebao trebao pokazati svoju drugu stranu." Kimberley Jones iz Austin Chroniclea pokopala je film i rekla, "Fincher nam prodaje prelijepe vitke filmske zvijezde koje se igraju u postelji i naziva to velikom ljubavlju. Nisam nasjela na to ni na trenutak."
Roger Ebert iz Chicago Sun-Timesa dao je filmu dvije i pol zvjezdice, rekavši kako je "veličanstveno snimljen film temeljen na beskrajno promašenoj premisi." Objašnjava kako "premisa filma odbacuje svaku vezu, svako prijateljstvo i romansu čini ispraznim, i pljuje, ne u lice sudbine, nego unatrag u ponor vremena."
Arsen Oremović je također u svojoj recenziji zapisao da je film precijenjen: "Unatoć pompi koja film trenutno prati, možemo se samo pitati kako bi priča izgledala u rukama hrabrijeg i radoznalijeg redatelja. Davida Finchera ne možemo optužiti da nema i takvih karakteristika, ali ovim je filmom ušao s Hollywoodom u previše očit zagrljaj kompromisa i blagostanja, a među koje svakako spadaju i Oscari...U usporedbi s filmovima "Forrest Gump", "Dobro došli, gospodine Chance" i drugim izvrsnim filmovima o neobičnim ljudskim stanjima kroz koja se progovara o svakodnevici, sudbina Benjamina Buttona odrađena je previše obično, a sadržajnog nijansiranja nema jer Fincher više vremena troši na tržišne akcijske scene bitki na moru nego na unutarnje Buttonove borbe."

### Top deset ljestvice
Film se pojavio na mnogim ljestvicama deset najboljih filmova 2008. raznih kritičara. Prema Movie City News, film se pojavio na 79 različitih top deset ljestvica od 286 ponuđenih popisa; šesta je pozicija najzastupljenija u slučaju Benjamina Buttona. Prema CriticsTop10, film se pojavio na 136 top deset popisa filmskih kritičara, s 12 prvih pozicija; 6. je po broju pojavljivanja na top deset ljestvicama.
| - 1st - Michael Sragow, The Baltimore Sun - 1st - Ben Lyons, At the Movies - 3rd - Joe Morgenstern, The Wall Street Journal - 3rd - Kirk Honeycutt, The Hollywood Reporter - 5th - Frank Scheck, The Hollywood Reporter - 5th - Lou Lumenick, New York Post | - 6th - James Berardinelli, ReelViews - 6th - Kyle Smith, New York Post - 6th - Richard Corliss, TIME - 8th - Stephen Farber, The Hollywood Reporter - 9th - Rene Rodriguez, The Miami Herald |

### Box office
Film se prvog dana prikazivanja našao na drugoj poziciji iza filma Marley i ja. U Sjevernoj Americi se počeo prikazivati u 2,988 kina uz početnu zaradu od 11,871,831 dolara, što je u prosjeku 3,973 po kinu. Međutim, tijekom prvog vikenda, film je pao na treću poziciju iza Marley i ja i Priče za laku noć sa zaradom od 26,853,816 dolara u 2,988 kina uz prosječnu zaradu od 8,987 dolara. Prema podacima od 23. siječnja 2009. ukupna zarada u domaćim kinima iznosi 106,729,000 dolara, a u stranim 14,000,000 uz ukupni dohodak od 120,729,000 dolara.

## Vanjske poveznice
- Službena stranica  Arhivirana inačica izvorne stranice od 31. siječnja 2009. (Wayback Machine)
- Neobična priča o Benjaminu Buttonu u internetskoj bazi filmova IMDb-a
- Neobična priča o Benjaminu Buttonu na Rotten Tomatoes
- Neobična priča o Benjaminu Buttonu na Box Office Mojo